# Division Patrick
En Amérique du Nord, la division Patrick de la Ligue nationale de hockey (ou : section Patrick) a été formée en 1974 en tant que partie de la nouvelle Conférence Clarence Campbell (aujourd'hui connu sous le nom d'Association de l'Ouest) durant le réalignement opéré par la Ligue. La division fut transférée dans l'Association Prince de Galles (aujourd'hui Association de l'Est) en vue de la saison 1981-1982. La division est appelée Patrick en l'honneur de Lester Patrick qui fut le premier entraîneur-chef et directeur général des Rangers de New York, il fut intronisé au Temple de la renommée du hockey en 1947. La division existe durant dix-neuf saisons avant de céder sa place en 1993 à la division Atlantique.

## Équipes à la dissolution
- Devils du New Jersey
- Islanders de New York
- Rangers de New York
- Flyers de Philadelphie
- Penguins de Pittsburgh
- Capitals de Washington

## Évolution de la division

### 1974-1979
La division Patrick est créée en résultat du réalignement de la LNH et est formée par quatre équipes, soit les Islanders de New York et les Rangers de New York provenant de la division Est et les Flames d'Atlanta et les Flyers de Philadelphie arrivent pour leurs parts de la division Ouest.

### 1979-1980
L'année 1979 voit la fermeture de la ligue rivale à la LNH, l'Association mondiale de hockey (AMH) et ainsi l'intégration de quatre équipes de la défunte ligue à la LNH, soit les Oilers d'Edmonton, les Whalers de Hartford, les Nordiques de Québec et les Jets de Winnipeg. Afin de faire place aux Whalers de Hartford au sein de la Division Norris, les Capitals de Washington sont transférés à la Division Patrick. Les équipes de la division Patrick sont alors les suivantes :
- Flames d'Atlanta
- Islanders de New York
- Rangers de New York
- Flyers de Philadelphie
- Capitals de Washington

### 1980-1981
Un changement survient à l'aube de la saison 1980-1981 alors que les Flames d'Atlanta sont vendus puis déménagent dans la province canadienne de l'Alberta pour devenir les Flames de Calgary. Malgré la distance séparant la ville de Calgary aux autres équipes de la division Patrick, ceux-ci restent tout de même dans la division pour cette saison. L'alignement de la division Patrick est alors celle-ci :
- Flames de Calgary
- Islanders de New York
- Rangers de New York
- Flyers de Philadelphie
- Capitals de Washington

### 1981-1982
En vue de la saison 1981-1982, un changement majeur survient pour la Division Patrick qui se voit être transféré à l'Association Prince de Galles. La ligue en profite alors pour transférer les Flames de Calgary à la Division Smythe et remplace ceux-ci en intégrant à la division Patrick les Penguins de Pittsburgh qui évoluait jusqu'alors dans la Division Norris. Les équipes de la division Patrick sont alors les suivantes :
- Islanders de New York
- Rangers de New York
- Flyers de Philadelphie
- Penguins de Pittsburgh
- Capitals de Washington

### 1982-1993
Un dernier changement est apporté à la division en 1982 alors que la formation des Rockies du Colorado est déménagé vers East Rutherford au New Jersey pour devenir les Devils du New Jersey, la ligue relocalise la franchise qui passe alors de la Division Smythe à la division Patrick. La division compte alors six équipes actives et reste inchangé durant les onze saisons suivantes. En 1993, la ligue procède à un remaniement de ces divisions et la division Patrick devient alors la Division Atlantique. Voici les équipes qui évoluait dans la division Patrick de 1982 à 1993 :
- Devils du New Jersey
- Islanders de New York
- Rangers de New York
- Flyers de Philadelphie
- Penguins de Pittsburgh
- Capitals de Washington

## Champions de Division
La liste ci-dessous reprend les équipes championnes de la division Patrick. Deux équipes remporta le Trophée des présidents remis à l'équipe de la ligue ayant cumulé le plus grand nombre de points lors de la saison régulière, soit les Rangers de New York lors de la saison 1991-1992 avec un total de 105 points et les Penguins de Pittsburgh en 1992-1993 avec un total de 119 points.
Légende :
- Vainqueur de la Coupe Stanley
- Finaliste de la Coupe Stanley

| Saison  | Franchise              | Bilan    | Pts | Résultats en playoffs |
| ------- | ---------------------- | -------- | --- | --- |
| 1974-75 | Flyers de Philadelphie | 51-18-11 | 113 | Victoire - Quarts de finale (Maple Leafs) 4-0 Victoire - Demi-finale (Islanders) 4-3 Victoire - Coupe Stanley (Sabres) 4-2                                                               |
| 1975-76 | Flyers de Philadelphie | 51-13-16 | 118 | Victoire - Quarts de finale (Maple Leafs) 4-3 Victoire - Demi-finale (Bruins) 4-1 Défaite - Coupe Stanley (Canadiens) 4-0                                                                |
| 1976-77 | Flyers de Philadelphie | 48-16-16 | 112 | Victoire - Quarts de finale (Maple Leafs) 4-2 Défaite - Demi-finale (Bruins) 4-0 |
| 1977-78 | Islanders de New York  | 48-17-15 | 111 | Défaite - Quarts de finale (Maple Leafs) 4-3 |
| 1978-79 | Islanders de New York  | 51-15-14 | 116 | Victoire - Quarts de finale (Black Hawks) 4-0 Défaite - Demi-finale (Rangers) 4-2 |
| 1979-80 | Flyers de Philadelphie | 48-12-20 | 116 | Victoire - Tour préliminaire (Oilers) 3-0 Victoire - Quarts de finale (Rangers) 4-1 Victoire - Demi-finale (North Stars) 4-1 Défaite - Coupe Stanley (Islanders) 4-2                     |
| 1980-81 | Islanders de New York  | 48-18-14 | 110 | Victoire - Tour préliminaire (Maple Leafs) 3-0 Victoire - Quarts de finale (Oilers) 4-2 Victoire - Demi-finale (Rangers) 4-0 Victoire - Coupe Stanley (North Stars) 4-1                  |
| 1981-82 | Islanders de New York  | 54-16-10 | 118 | Victoire - Demi-finale de division (Penguins) 3-2 Victoire - Finale de division (Rangers) 4-2 Victoire - Finale de conférence Est (Nordiques) 4-0 Victoire - Coupe Stanley (Canucks) 4-0 |
| 1982-83 | Flyers de Philadelphie | 49-23-8  | 106 | Défaite - Demi-finale de division (Rangers) 3-0 |
| 1983-84 | Islanders de New York  | 50-26-4  | 104 | Victoire - Demi-finale de division (Rangers) 3-2 Victoire - Finale de division (Capitals) 4-1 Victoire - Finale de conférence Est (Canadiens) 4-2 Défaite - Coupe Stanley (Oilers) 4-1   |
| 1984-85 | Flyers de Philadelphie | 53-20-7  | 113 | Victoire - Demi-finale de division (Rangers) 3-0 Victoire - Finale de division (Islanders) 4-1 Victoire - Finale de conférence Est (Nordiques) 4-2 Défaite - Coupe Stanley (Oilers) 4-1  |
| 1985-86 | Flyers de Philadelphie | 53-23-4  | 110 | Défaite - Demi-finale de division (Rangers) 3-2 |
| 1986-87 | Flyers de Philadelphie | 46-26-8  | 100 | Victoire - Demi-finale de division (Rangers) 4-2 Victoire - Finale de division (Islanders) 4-3 Victoire - Finale de conférence Est (Canadiens) 4-2 Défaite - Coupe Stanley (Oilers) 4-3  |
| 1987-88 | Islanders de New York  | 39-31-10 | 88  | Défaite - Demi-finale de division (Devils) 4-2 |
| 1988-89 | Capitals de Washington | 41-29-10 | 92  | Défaite - Demi-finale de division (Flyers) 4-2 |
| 1989-90 | Rangers de New York    | 36-31-13 | 85  | Victoire - Demi-finale de division (Islanders) 4-1 Défaite - Finale de division (Capitals) 4-1                                                                                           |
| 1990-91 | Penguins de Pittsburgh | 41-33-6  | 88  | Victoire - Demi-finale de division (Devils) 4-3 Victoire - Finale de division (Capitals) 4-1 Victoire - Finale de conférence Est (Bruins) 4-2 Victoire - Coupe Stanley (North Stars) 4-2 |
| 1991-92 | Rangers de New York    | 50-25-5  | 105 | Victoire - Demi-finale de division (Devils) 4-3 Défaite - Finale de division (Penguins) 4-2                                                                                              |
| 1992-93 | Penguins de Pittsburgh | 56-21-7  | 119 | Victoire - Demi-finale de division (Devils) 4-1 Défaite - Finale de division (Islanders) 4-3                                                                                             |

## Résultats saison par saison
- Vainqueur de la Coupe Stanley
- Finaliste de la Coupe Stanley
- Qualifié pour les séries éliminatoires
- (x) : Classement (seed) dans la conférence en fin de saison
- CP : Vainqueur de la Coupe du Président

| Saison  | Bilan des équipes       | Bilan des équipes      | Bilan des équipes     | Bilan des équipes   | Bilan des équipes | Bilan des équipes |
| ------- | ----------------------- | ---------------------- | --------------------- | ------------------- | ----------------- | ----------------- |
| Saison  | 1er                     | 2e                     | 3e                    | 4e                  | 5e                | 6e                |
| 1974-75 | (DC) Philadelphie (113) | (4) NY Rangers (88)    | (5) NY Islanders (88) | Atlanta (83)        |                   |                   |
| 1975-76 | (DC) Philadelphie (118) | (2) NY Islanders (101) | (6) Atlanta (82)      | NY Rangers (67)     |                   |                   |
| 1976-77 | (DC) Philadelphie (112) | (1) NY Islanders (106) | (6) Atlanta (80)      | NY Rangers (72)     |                   |                   |
| 1977-78 | (DC) NY Islanders (111) | (1) Philadelphie (105) | (4) Atlanta (87)      | (7) NY Rangers (73) |                   |                   |
| 1978-79 | (DC) NY Islanders (116) | (1) Philadelphie (95)  | (2) NY Rangers (91)   | (3) Atlanta (90)    |                   |                   |
| 1979-80 | (1) Philadelphie (116)  | (5) NY Islanders (91)  | (8) NY Rangers (86)   | (9) Atlanta (83)    | Washington (67)   |                   |
| 1980-81 | (1) NY Islanders (110)  | (5) Philadelphie (97)  | (8) Calgary (92)      | (9) NY Rangers (74) | Washington (70)   |                   |
| 1981-82 | NY Islanders (118)      | NY Rangers (92)        | Philadelphie (87)     | Pittsburgh (75)     | Washington (65)   |                   |
| 1982-83 | Philadelphie (106)      | NY Islanders (96)      | Washington (94)       | NY Rangers (80)     | New Jersey (48)   | Pittsburgh (45)   |
| 1983-84 | NY Islanders (104)      | Washington (101)       | Philadelphie (98)     | NY Rangers (93)     | New Jersey (41)   | Pittsburgh (38)   |
| 1984-85 | Philadelphie (113)      | Washington (101)       | NY Islanders (86)     | NY Rangers (62)     | New Jersey (54)   | Pittsburgh (53)   |
| 1985-86 | Philadelphie (110)      | Washington (107)       | NY Islanders (90)     | NY Rangers (78)     | Pittsburgh (76)   | New Jersey (59)   |
| 1986-87 | Philadelphie (100)      | Washington (86)        | NY Islanders (82)     | NY Rangers (76)     | Pittsburgh (72)   | New Jersey (64)   |
| 1987-88 | NY Islanders (88)       | Philadelphie (85)      | Washington (85)       | New Jersey (82)     | NY Rangers (82)   | Pittsburgh (81)   |
| 1988-89 | Washington (92)         | Pittsburgh (87)        | NY Rangers (82)       | Philadelphie (80)   | New Jersey (66)   | NY Islanders (61) |
| 1989-90 | NY Rangers (85)         | New Jersey (83)        | Washington (78)       | NY Islanders (73)   | Pittsburgh (72)   | Philadelphie (71) |
| 1990-91 | Pittsburgh (88)         | NY Rangers (85)        | Washington (81)       | New Jersey (79)     | Philadelphie (76) | NY Islanders (60) |
| 1991-92 | NY Rangers CP (105)     | Washington (98)        | Pittsburgh (87)       | New Jersey (87)     | NY Islanders (79) | Philadelphie (75) |
| 1992-93 | Pittsburgh CP (119)     | Washington (93)        | NY Islanders (87)     | New Jersey (87)     | Philadelphie (83) | NY Rangers (79)   |

## Vainqueur de la Division en playoffs
- 1982 - Islanders de New York
- 1983 - Islanders de New York
- 1984 - Islanders de New York
- 1985 - Flyers de Philadelphie
- 1986 - Rangers de New York
- 1987 - Flyers de Philadelphie
- 1988 - Devils du New Jersey
- 1989 - Flyers de Philadelphie
- 1990 - Capitals de Washington
- 1991 - Penguins de Pittsburgh
- 1992 - Penguins de Pittsburgh
- 1993 - Islanders de New York

## Vainqueur de la Coupe Stanley
À sept reprises une équipe de la division Patrick a remporté la Coupe Stanley au cours des dix-neuf années d'existence de la division. À noter que, lors des séries de 1980, deux équipes de la division s'affrontèrent en finale, soit les Flyers et les Islanders :
- 1975 - Flyers de Philadelphie
- 1980 - Islanders de New York
- 1981 - Islanders de New York
- 1982 - Islanders de New York
- 1983 - Islanders de New York
- 1991 - Penguins de Pittsburgh
- 1992 - Penguins de Pittsburgh

## Vainqueur de la Coupe du Président
- 1992 - Rangers de New York
- 1993 - Penguins de Pittsburgh

## Liste des équipes vainqueur de la Division Patrick
| Franchise              | Titres | Dernier titre | Années                                         |
| ---------------------- | ------ | ------------- | ---------------------------------------------- |
| Flyers de Philadelphie | 8      | 1987          | 1975, 1976, 1977, 1980, 1983, 1985, 1986, 1987 |
| Islanders de New York  | 6      | 1988          | 1978, 1979, 1981, 1982, 1984, 1988             |
| Rangers de New York    | 2      | 1992          | 1990, 1992                                     |
| Penguins de Pittsburgh | 2      | 1993          | 1991, 1993                                     |
| Capitals de Washington | 1      | 1989          | 1989                                           |